# Агафокл Бактрійський
Агафокл Дікайос (грец. Ἀγαθοκλῆς ὁ Δίκαιος; *д/н — †180 до н. е./175 до н. е.) — цар Греко-Бактрії у 180 до н. е.—175 до н. е. та цар Паропамісад у 190—175 роках до н. е. Епітет перекладається як «Справедливий».

## Життєпис
Походив з династії Євтидемідів. Син царя Деметрія I. Ще за життя останнього Агафокла призначено намісником з титулом царя в області Паропамісади (між Бактрією та Гандхарою).
У 180 році до н. е. після смерті брата Євтидема II в результаті якихось хвилювань (можливо, їх організував сам Агафокл) або природної смерті, об'єднавши області Греко-Бактрії з Паропамісадами. Невдовзі після цього став співволодарем або спадкоємцем іншого брата Панталеона, що правив у Гандхарі.
Продовжив традицію свого попередника, карбуючи мідно-нікелеву монету. Цей сплав на той час був відомий лише у Китаї. Це, на думку дослідників, свідчить про міцні торговельні та культурні зв'язки Греко-Бактрії часів Агафокла I з імператорами династії Хань, можливо з Лю Хуном. Водночас приєднання індійських володінь відбулося на двомовності монет, де присутні індійські або буддистські слова чи символи у поєднанні з давньогрецькими. Також на монетах Агафокла I вперше присутня кхароштхі.
Помер або загинув до 175 року до н. е. Ймовірно під час повстання Євкратида або було повалено Антімахом I. В індійських володінням посів трон Аполлодот I.

## Коммеморативні монети
Агафокл відомий серією коммеморативних (пам'ятних) монет, які він випустив щоб показати приємство та законність своєї влади. Судячи з монет він претендував на походження від Александра Великого. Крім Александра відомі монети таких правителів: Антіоха Нікатора, Діодота I Сотера, Євтидема I Теоса, Деметрія I Анікета та Панталеона Сотера.